# Oluf Steen
Oluf Martin Kristian Steen (ur. 23 września 1882 – zm. 15 stycznia 1944) – norweski łyżwiarz szybki, srebrny medalista mistrzostw świata.

## Kariera
Reprezentował barwy klubu Trondhjems Skøiteklub. Największy sukces w karierze Oluf Steen osiągnął w 1909 roku, kiedy zdobył srebrny medal podczas wielobojowych mistrzostw świata w Oslo. W zawodach tych wyprzedził go jedynie jego rodak, Oscar Mathisen, a trzecie miejsce zajął Otto Andersson ze Szwecji. W poszczególnych biegach Steen był drugi w biegu na 500 m, trzeci na 1500 m, czwarty na 5000 m oraz piąty na dystansie 10 000 m. Steen wyprzedził dzięki temu między innymi zwycięzcę biegów na 5000 i 10 000 m, Rosjanina Jewgienija Burnowa. Był to jedyny medal wywalczony przez Norwega na międzynarodowej imprezie tej rangi. Był też między innymi drugi na mistrzostwach Europy w Oslo w 1903 roku oraz rozgrywanych cztery lata później mistrzostwach Europy w Davos, jednak wtedy medale przyznawano tylko zwycięzcom. Na pierwszej z tych imprez Steen wygrał rywalizację na dystansie 1500 m.
Pięciokrotnie zdobywał medale mistrzostw Norwegii w wieloboju, w tym złoty w 1904 roku.